# 1398
1398 (MCCCXCVIII) a fost un an obișnuit al calendarului iulian, care a început într-o zi de joi.

## Nașteri
- dată necunoscută: Kabir  (d. 1518)
- 29 iunie: Ioan al II-lea al Aragonului  (d. 1479)
- dată necunoscută: Moctezuma I  (d. 1469)
- 31 august: Jean, Delfin al Franței (1398-1417)  (d. 1417)
- dată necunoscută: Alfonso Martínez de Toledo  (d. 1470)
- dată necunoscută: Kuai Xiang  (d. 1481)
- dată necunoscută: Cecília Rozgonyi  (d. 1434)

## Decese
- 5 octombrie: Blanche de Navara, regină a Franței  (n. 1331)
- 14 noiembrie: Andrei Jastrzębiec preot și diplomat, primul episcop de Siret și Vilnius (n. ?)